# Chimarra emima
Chimarra emima är en nattsländeart som beskrevs av Ross 1959. Chimarra emima ingår i släktet Chimarra och familjen stengömmenattsländor. Inga underarter finns listade i Catalogue of Life.